# Typha kalatensis
Typha kalatensis är en kaveldunsväxtart som beskrevs av Mostafa Assadi och Hamdi. Typha kalatensis ingår i släktet kaveldun, och familjen kaveldunsväxter.
Artens utbredningsområde är Iran. Inga underarter finns listade i Catalogue of Life.